# The Ghost Rockets
The Ghost Rockets (kurz TGR) ist eine aus Schweinfurt stammende Rockband, die 2005 gegründet wurde. Die Musik ist eine Genre-Mixtur, welche ihre Wurzeln in der Rockmusik wiederfindet.

## Geschichte
Gegründet wurden The Ghost Rockets 2005 von Eric Greulich, Marc Hanson, Sebastian Väth, Steffen Schmidt und Christian Kraus. Seitdem tourt die Band quer durch Deutschland und hat bis dato mehr als 200 Live-Auftritte zu verzeichnen. 2006 veröffentlichten sie ihr erstes Demotape namens Session I. Nach dem Gewinn des Unterfränkischen Musikpreises im Jahr 2007 folgte 2008 die EP The Eyes Of…. Nach einer erfolgreichen Tour in der französischen Normandie, brachten die fünf Musiker am 31. Juli 2009, auf dem Regensburger Platten-Label Dancing in the Dark Records, ihr erstes Studioalbum auf den Markt, welches den Namen der Band trägt.
Die Band veröffentlichte am 4. April 2014 das Album Goodbye Utopia auf Dancing in the Dark Records.

## Diskografie
- 2006: Session I (Demo)
- 2008: The Eyes Of… (EP)
- 2009: The Ghost Rockets (Album, Dancing in the Dark Records)
- 2013: Echoworld (EP)
- 2014: Goodbye Utopia (Album, Dancing in the Dark Records)